# Elefthería Arvanitáki
Ελευθερία Αρβανιτάκη, romanizando su nombre Elefthería Arvanitáki —El Pireo, puerto de Atenas; 17 de octubre de 1958—, es una cantante griega conocida dentro y fuera de Grecia como parte de la escena de las músicas del mundo. Algunos de sus éxitos, como «Δυνατά» —«Dinatá», ‘Fuerte’—, «Mένω εκτός» —«Méno ektós», ‘Me quedo fuera’—, y «Παράπονο / Η ξενιτειά» —«Parápono / I xenitiá», 'La queja / El exilio’—, se han hecho conocidos en España.

## Biografía
Aunque nació en El Pireo, puerto de Atenas, sus orígenes familiares están en la isla de Icaria.
Elefthería trabajaba como contable y quería dedicarse a la arqueología; comenzó su carrera artística hacia 1980, actuando con la Οπισθοδρομική Κομπανία —‘Compañía Retrógrada’—, con la que dio sus primeros pasos en la canción. En 1981, intervino en el disco Τα μπαράκια —Ta barákia, ‘Los barecitos’—, de Βαγγέλης Γερμανός —Vangélis Germanós—, en lo que fue su primera acreditación discográfica.
Publicó en 1984 su primer álbum en solitario, con título epónimo, Ελευθερία Αρβανιτάκη. Posteriormente publicó Τανιράμα —Taniráma— en 1989; Μένω εκτός —Méno ektós, ‘Me quedo fuera’— en 1991; Τα κορμιά και τα μαχαίρια —Ta kormiá kai ta makhairía, ‘Los cuerpos y los cuchillos’— en 1994; Εκπομπή —Ekpombí, ‘Emisión’— en 2001) y Όλα στο φώς —Ola sto fós, ‘Todo sacado a la luz’— en 2004.
En el álbum Τα κορμιά και τα μαχαίρια colaboró el músico estadounidense de origen armenio Ara Dinkjian
Ha participado en varios WOMAD y otros festivales. En agosto de 1999 actuó en el festival Pirineos Sur en Sallent de Gállego, Huesca. El 29 de agosto de 2004 actuó en la ceremonia de clausura de los Juegos de Atenas, los segundos en la historia organizados por su país. 

## Años recientes
Sus últimos trabajos hasta la fecha son:
- El álbum titulado Στις ακρες απ' τα μάτια ςου —Stis akres ap' ta mátia sou, ‘Al borde de tus ojos’— de 2006, compuesto por 14 temas basados en ritmos tradicionales y occidentales, y entre los que se incluyen dos adaptaciones: por un lado, la canción de Μάνος Χατζιδάκις —Mános Chatzidákis— «Καπου υπάρχει η αγάπη μου» —«Kapou ypárkhei i agápi mou», ‘Mi amor está en algún lugar’—; y «Κρύβομαι στο αντίο» —«Krývomai sto antío», 'Me escondo en el adiós'—, cuyo original canta el grupo español Amaral.
- Γρήγορα η ώρα πέρασε —Grígora i óra pérase, ‘El tiempo pasó volando’, de 2006—, inspirado en los poemas de varios autores griegos, disco lanzado exclusivamente en Grecia.
- Δυνατά 1986-2007 —Dinatá 1986-2007, ‘Fuerte 1986-2007’—, de 2007, un disco recopilatorio exclusivo para el mercado griego. El disco también contiene el sencillo inédito «Μην Ορκίζεσαι» —«Min orkízesai», ‘No jures’—, una versión griega de la canción «Come Monna Lisa» de Mango.
- El álbum titulado en su edición griega Και τα μάτια η καρδιά —Kai ta mátia i kardiá, ‘Y los ojos el corazón’—, de 2008, que en su edición internacional se titula Mírame, en español, por la última canción del disco, grabada en nuestro idioma.

## Discografía
| Año de publicación             | Título del álbum                                        | Título del álbum                                   | Título del álbum                                    | Tipo de disco                       |
| Año de publicación             | Original                                                | Romanización                                       | Traducción                                          | Tipo de disco                       |
| Discografía en solitario       | Discografía en solitario                                | Discografía en solitario                           | Discografía en solitario                            | Discografía en solitario            |
| ------------------------------ | ------------------------------------------------------- | -------------------------------------------------- | --------------------------------------------------- | ----------------------------------- |
| 1984                           | Ελευθερία Αρβανιτάκη                                    | Elefthería Arvanitáki                              | Elefthería Arvanitáki                               | LP de estudio                       |
| 1986                           | Κοντραμπάντο                                            | Kontrampánto                                       | Contrapunto                                         | LP de estudio                       |
| 1989                           | Τανιράμα                                                | Taniráma                                           | Tanirama                                            | LP de estudio                       |
| 1991                           | Μένω εκτός                                              | Méno ektós                                         | Me quedo fuera                                      | LP de estudio                       |
| 1993                           | Η νύχτα κατεβαίνει                                      | I nijta kateveni                                   | Cae la noche                                        | LP en directo                       |
| 1994                           | Τα κορμιά και τα μαχαίρια                               | Ta kormiá ke ta majeria                            | Los cuerpos y los cuchillos                         | LP de estudio                       |
| 1995                           | Ζωντανά στους Βράχους - Καλοκαίρι 95                    | Zontaná stous Vrájous - Kalokaíri 95               | En directo desde las Rocas, verano '95              | EP en directo                       |
| 1995                           | Μεγάλες επιτυχίες                                       | Megáles epitijíes                                  | Grandes éxitos                                      | Disco recopilatorio                 |
| 1996                           | Τραγούδια για τους μήνες                                | Tragoúdia gia tous mínes                           | Canciones para los meses                            | LP de estudio                       |
| 1998                           | Εκτός προγράμματος                                      | Ektós prográmmatos                                 | Fuera de programa                                   | LP en directo (doble)               |
| 1999                           | The very best of 1989-1998                              |                                                    | Lo mejor de 1989 a 1998                             | Disco recopilatorio                 |
| 2000                           | Τραγούδια για τους μήνες - Η γ' πλευρά του δίσκου       | Tragoúdia gia tous mínes - I g' plevrá tou dískou  | Canciones para los meses, la tercera cara del disco | EP en directo                       |
| 2001                           | Εκπομπή                                                 | Ekpombí                                            | Emisión                                             | LP de estudio                       |
| 2002                           | Live από το Γυάλινο Μουσικό Θέατρο                      | Live apó to Gyálino Mousikó Théatro                | En directo desde el Teatro de la Música Gyálino     | LP en directo                       |
| 2003                           | Eleftheria Arvanitaki Live                              |                                                    | Elefthería Arvanitáki en directo                    | LP en directo                       |
| 2004                           | Τρία τραγούδια                                          | Tría tragoúdia                                     | Tres canciones                                      | EP de estudio                       |
| 2004                           | Όλα στο φώς                                             | Ola sto fós                                        | Todo sacado a la luz                                | LP de estudio                       |
| 2005                           | Δρόμοι παράλληλοι                                       | Drómi parálili                                     | Caminos paralelos                                   | Disco recopilatorio / LP de estudio |
| 2006                           | Στις ακρες απ' τα μάτια σου / To the Edges of Your Eyes | Stis akres ap' ta mátia sou                        | Al borde de tus ojos                                | LP de estudio                       |
| 2006                           | Γρήγορα η ώρα πέρασε                                    | Grígora i óra pérase                               | El tiempo pasó volando                              | LP de estudio                       |
| 2007                           | Δυνατά 1986-2007                                        | Dinatá 1986-2007                                   | Posible 1986-2007                                   | Disco recopilatorio                 |
| 2008                           | Και τα μάτια η καρδιά / Mírame                          | Ke ta mátia i kardiá                               | Y los ojos el corazón / Mírame (sic.)               | LP de estudio                       |
| Con la Opisthodromikí Kompanía |                                                         |                                                    |                                                     |                                     |
| 1982                           | Στης Ξανθής, στο Αιγινήτειο και στο αρματαγωγό Κως      | Stis Xanthís, sto Aiginíteio ke sto armatagogó Kos | En Xanthi, en Eginitio y en el Portatanques Kos     | LP de estudio                       |
| 1983                           | Μια νύχτα με την Οπισθοδρομική Κομπανία                 | Mia nijta me tin Opisthodromikí Kompanía           | Una noche con la Compañía Retrógrada                | LP de estudio                       |
| 1984                           | Στη μέση της Κομπανίας                                  | Sti mési tis kompanías                             | En el medio de la Compañía                          | LP de estudio                       |
| 1992                           | Μεγάλες επιτυχίες                                       | Megáles epitijíes                                  | Grandes éxitos                                      | Disco recopilatorio                 |